# Liste der Wetterkatastrophen von 2020 mit einer Schadenssumme von mehr als einer Milliarde US-Dollar
Diese Liste der Wetterkatastrophen von 2020 mit einer Schadenssumme von mehr als einer Milliarde US-Dollar nennt 50 Naturkatastrophen, für die  Aon Benfield eine Schadenssumme von mehr als einer Milliarde US-Dollar ermittelt hat und bei denen das Wetter Ursache der Schäden war. Seitdem diese Aufstellungen im Jahr 1990 begonnen wurden, haben sich durchschnittlich jährlich 29 Naturkatastrophen ereignet, die eine Schadenssumme von mehr als einer Milliarde US-Dollar verursachten. Von den 50 Wetterkatastrophen entfallen acht auf Dürren – mehr als je zuvor seit 1990 – und bei einer handelte es sich um einen Waldbrand. Elf waren Unwetterereignisse wie Hagel, Tornado und Sturm, (ohne tropische Wirbelstürme), zehn waren Überschwemmungen nach umfangreichen Regenfällen und bei acht handelte es sich um die Folgen tropischer Wirbelstürme. Nach diesen Berechnungen beläuft sich der gesamte volkswirtschaftliche Schaden der 416 signifikanten Naturkatastrophen von 2020 auf 268 Milliarden US-Dollar. Der größte Teil davon – 258 Milliarden US-Dollar – wurde durch Wetterkatastrophen verursacht, und er liegt 29 % über dem inflationsbereinigten Durchschnittswert von 2001 bis 2020.
27 dieser Wetterkatastrophen betrafen das Gebiet der Vereinigten Staaten, vier das der Volksrepublik China, und auf Europa entfielen zwei Ereignisse.
Den Angaben in der Katastrophendatenbank EM-DAT zufolge verzeichnete 2020 ein Staat, Honduras, einen neuen Höchstwerte für Schäden durch Wetterkatastrophen.
Die Zahl der durch Naturkatastrophen getöteten Personen war 2019 mit rund 8100 nicht nur deutlich niedriger als der langjährige Durchschnitt (2000–2018) von 64.600 Toten, sondern es handelt sich um die niedrigste Zahl seit dem Jahr 2000. Die Wetterkatastrophe mit den meisten direkten Toten waren die Monsunfluten in Südasien mit 1922 Toten in Indien und weiteren etwa 1100 Toten in den angrenzenden Staaten (Pakistan, Nepal und Bangladesch).
| Rang | Ereignis                                                | Gebiet                                                                                     | Zeitraum                 | Schadenssumme in Mrd. USD | Opferzahl |
| ---- | ------------------------------------------------------- | ------------------------------------------------------------------------------------------ | ------------------------ | ------------------------- | --------- |
| 1    | Überschwemmungen in der Volksrepublik China 2020        | Volksrepublik China                                                                        | Juni–September           | 35                        | 280       |
| 2    | Hurrikan Laura                                          | Karibik, Vereinigte Staaten                                                                | 21.–29. August           | 18,2                      | 6         |
| 3    | Zyklon Amphan                                           | Indien, Bangladesch                                                                        | 15.–22. Mai              | 15                        | 133       |
| 4    | Unwetter mit Derecho im Mittleren Westen im August 2020 | Mittlerer Westen der Vereinigten Staaten                                                   | 8.–12. August            | 12,6                      | 4         |
| 5    | Überschwemmungen auf Kyūshū 2020                        | Japan                                                                                      | 3.–15. Juli              | 8,5                       | 82        |
| 6    | Hurrikan Eta                                            | Zentralamerika, Südosten der Vereinigten Staaten                                           | 2.–13. November          | 8,3                       | 309       |
| 7    | Monsunfluten                                            | Indien                                                                                     | Juni bis September       | 7,5                       | 1911      |
| 8    | Hurrikan Sally                                          | Südosten der Vereinigten Staaten                                                           | 14.–18. September        | 7                         | 8         |
| 9    | Hurrikan Isaias                                         | Ostküste der Vereinigten Staaten                                                           | 2.–4. August             | 5                         | 18        |
| 10   | Dürre                                                   | Westküste der Vereinigten Staaten                                                          | ganzjährig               | 4,5                       | 0         |
| 11   | Taifun Haishen                                          | Japan, Korea                                                                               | 5.–8. September          | 4                         | 4         |
| 12   | Überflutungen                                           | Indien                                                                                     | 1.–26. Oktober           | 4                         | 152       |
| 13   | Waldbrand „Glass Fire“                                  | Kalifornien                                                                                | 27. September–5. Oktober | 3,8                       | 0         |
| 14   | Unwetter                                                | Great Plains, Mittlerer Westen, Mittelatlantikstaaten und Südosten der Vereinigten Staaten | 10.–14. April            | 3,6                       | 38        |
| 15   | Hurrikan Zeta                                           | Südosten der Vereinigten Staaten                                                           | 24.–30. Oktober          | 3,5                       | 6         |
| 16   | Waldbrände: „CZU Complex Fire“                          | Kalifornien                                                                                | 17. August–22. September | 3,5                       | 1         |
| 17   | Alpenhochwasser 2020                                    | Frankreich, Italien, Schweiz und Österreich                                                | 2.–4. Oktober            | 3,2                       | 16        |
| 18   | Hurrikan Delta                                          | Great Plains, Südosten der Vereinigten Staaten                                             | 7.–11. Oktober           | 3                         | 4         |
| 19   | Waldbrände: „LNU Complex Fire“                          | Kalifornien                                                                                | 17. August–16. September | 3                         | 7         |
| 20   | Dürre                                                   | Brasilien                                                                                  | ganzjährig               | 3                         | 0         |
| 21   | Unwetter                                                | Great Plains, Mittlerer Westen, Mittelatlantikstaaten und Südosten der Vereinigten Staaten | 6.–9. April              | 3                         | 0         |
| 22   | Unwetter                                                | Mitte und Osten der Vereinigten Staaten                                                    | 27.–30. März             | 2,9                       | 0         |
| 23   | Orkan Sabine („Ciara“)                                  | West- und Mitteleuropa                                                                     | 9.–10. Februar           | 2,7                       | 14        |
| 24   | Unwetter und Nashville-Tornado                          | Mittlerer Westen und Osten der Vereinigten Staaten                                         | 2–5. März                | 2,5                       | 25        |
| 25   | Dürre                                                   | Norden und Westen der Volksrepublik China                                                  | ganzjährig               | 2,4                       | 0         |
| 26   | Unwetter                                                | Great Plains, Mittlerer Westen un Südosten der Vereinigten Staaten                         | 16.–21. Mai              | 2,1                       | 1         |
| 27   | Unwetter                                                | Rocky Mountains, Great Plains und Mittlerer Westen der Vereinigten Staaten                 | 20.–24. Mai              | 1,8                       | 2         |
| 28   | Unwetter                                                | Australien                                                                                 | 19./20. Januar           | 1,8                       | 0         |
| 29   | Unwetter                                                | Great Plains, Mittlerer Westen, Südosten der Vereinigten Staaten                           | 4.–10. Mai               | 1,7                       | 4         |
| 30   | Überschwemmungen                                        | Pakistan                                                                                   | Juni–September           | 1,5                       | 410       |
| 31   | Taifun Hagupit                                          | Volksrepublik China, Republik China                                                        | 2.–4. August             | 1,4                       | 6         |
| 32   | Unwetter                                                | Mitte und Osten der Vereinigten Staaten                                                    | 3.–8. Februar            | 1,5                       | 5         |
| 33   | Unwetter                                                | Great Plains, Mittlerer Westen und Südosten der Vereinigten Staaten                        | 4./5. Mai                | 1,5                       | 0         |
| 34   | Unwetter                                                | Texas und Südosten der Vereinigten Staaten                                                 | 27./28. Mai              | 1,5                       | 0         |
| 35   | Unwetter                                                | Great Plains, Mittlerer Westen, Mittelatlantikstaaten und Südosten der Vereinigten Staaten | 21.–24. April            | 1,5                       | 7         |
| 36   | Überschwemmungen                                        | Iran                                                                                       | 24. Februar–30. April    | 1,5                       | 23        |
| 37   | Unwetter                                                | Kanada                                                                                     | 13./14. Juni             | 1,3                       | 1         |
| 38   | Waldbrände: „North Complex Fire“                        | Kalifornien                                                                                | 1. August–5. Oktober     | 1,3                       | 15        |
| 39   | Überschwemmung                                          | Kanada                                                                                     | 26.–30. April            | 1,3                       | 5         |
| 40   | Hurrikan Iota                                           | Zentralamerika                                                                             | 14.–19. November         | 1,3                       | 102       |
| 41.  | Unwetter                                                | Rocky Mountains, Great Plains, Mittlerer Westen, Südosten der Vereinigten Staaten          | 10.–12. Juli             | 1,3                       | 0         |
| 42.  | Unwetter                                                | Mitte und Osten der Vereinigten Staaten                                                    | 10.–12. Januar           | 1,3                       | 12        |
| 43.  | Winterwetter                                            | Volksrepublik China                                                                        | 19.–25. Januar           | 1,2                       | 0         |
| 44.  | Unwetter                                                | Australien                                                                                 | 02.–11. Februar          | 1,2                       | 0         |
| 45.  | Unwetter                                                | Australien                                                                                 | 31. Oktober              | 1,2                       | 0         |
| 46.  | Unwetter                                                | Great Plains, Mittlerer Westen und Südosten der Vereinigten Staaten                        | 27.–30. April            | 1,1                       | 0         |
| 47.  | Taifun Goni                                             | Philippinen                                                                                | 1. November              | 1                         | 31        |
| 48.  | Taifun Vamco                                            | Philippinen, Vietnam                                                                       | 11.–16. November         | 1                         | 103       |
| 49.  | Taifun Maysak                                           | Korea, Volksrepublik China                                                                 | 1.–4. September          | 1                         | 32        |
| 50.  | Hurrikan Hanna                                          | Texas                                                                                      | 25.–27. November         | 1                         | 0         |

## Belege
1. 1 2 3  Jeff Masters: World hammered by record 50 billion-dollar weather disasters in 2020. In: Eye on the Storm. Yale University, 25. Januar 2021, abgerufen am 28. Januar 2021 (englisch).
2. ↑  Die NOAA nennt 22 Wetterkatastrophen mit mehr als einer Milliarde US-Dollar Sachschäden. Zu dieser Abweichung kommt es, weil die NOAA die fünf von AON einzeln geführten Waldbrandkomplexe als ein einzelnes Ereignis zählt und außerdem für ein Ereignis der Liste  einen Sachschaden von unter einer Milliarde US-Dollar ermittelt hat.